# 40 Days and 40 Nights (sách)
40 Days and 40 Nights: Darwin, Intelligent Design, God, OxyContin, and Other Oddities on Trial in Pennsylvania là một cuốn sách phi hư cấu năm 2007 về vụ xét xử Kitzmiller v. Dover Area School District năm 2005. Tác giả Matthew Chapman, một nhà báo, nhà biên kịch và giám đốc (và là chắt của Charles Darwin) đã báo cáo về phiên tòa cho tạp chí Harper's.

## Đón nhận
Austin Cline của About.com đã cho cuốn sách xếp hạng 4 sao rưỡi trên 5 sao, nói rằng: "Chắc chắn có nhiều cuốn sách viết về phiên tòa này và tôi không biết liệu Chapman có được không nguồn thông tin tốt nhất - về bản thân phiên tòa hoặc các vấn đề lớn hơn liên quan. Tuy nhiên, gần như chắc chắn nó sẽ nổi bật như một trong những cuốn sách thú vị và thú vị nhất để đọc."
John Dupuis của ScienceBlogs đã đánh giá tích cực về cuốn sách, nói rằng "Chapman sử dụng một số chiến lược tương tự trong Dover như anh ấy đã làm trong cuốn sách đầu tiên về The State of Tennessee v. John Thomas Scopes. Anh kể câu chuyện về phiên tòa như một câu chuyện về con người: luật sư, bị cáo, người dân thị trấn, giới truyền thông. Và rất nhiều màu sắc của họ, làm cho những khía cạnh đó của cuốn sách trở nên rất thú vị và hấp dẫn. Điểm yếu của cuốn sách là liên quan đến những nhân vật đầy màu sắc đó - bản thân thông tin của phiên tòa dường như chưa bao giờ thực sự trở nên sống động đối với tôi giống như cách mà anh ấy kể về phiên tòa Scopes đã làm."